# 中川 (さいたま市)
中川（なかがわ）は、埼玉県さいたま市見沼区の大字。北に飛地がある。郵便番号は337-0043。

## 地理
さいたま市見沼区の南西部の大宮台地（片柳支台）上に位置する。南部には低地もある。至近に駅はないが、大宮駅と浦和美園駅までの路線バス（国際興業バス）が通っている。しかし、駅までは遠く交通の便は悪い。そのため開発が進まず、区画整理も行われなかったことから畑地が多く残り、道の入り組んだ、のどかな住宅地が形成されている。地内は南端のごく一部を除いた全域が市街化区域（主に第一種中高層住居専用地域）に指定されている。畑地を宅地として売り出すが、立地条件が悪く好調とは言えない。
かつて、地区中央を南北に抜ける延長1170 mの都市計画道路「中川中央通線」があったが、第二産業道路などがあり需要が無かったことから2013年（平成25年）3月1日に廃止された。計画道路の南端部は一部用地が確保され、幅が広くなっている。
旧石器時代の遺跡である片柳下組遺跡や、縄文遺跡の中川遺跡や中川高井遺跡がある。

### 地価
国土交通省地価公示
- 所在及び地番：大字中川字寺前339番22
- 価格：101,000円/m2
- 住居表示：（中川第一70街区7）
- 利用現況：住宅
  - 2016年（平成28年）1月1日現在[6]

都道府県地価調査
- 所在及び地番：大字中川字諏訪935番14
- 価格：110,000円/m2
- 利用現況：住宅
  - 2015年（平成27年）7月1日現在

## 歴史
- もとは江戸期より存在した武蔵国足立郡南部領に属する中川村であった[5]。畑作中心の村で村高は正保年間の『武蔵田園簿』では34石余、『元禄郷帳』や『天保郷帳』では49石余であった[5]。助郷は日光御成街道大門宿に出役していたが、享保・寛保・宝暦年間は水害被害に見舞われがちな植田谷領の村に代わり中山道大宮宿にも出役していた[5]。長芋や柿渋の産地で村の特産品であった。

- はじめは旗本青木氏の知行[5]。なお、検地時期は不詳。
- 1828年（文政11年）より大門宿寄場34か村組合に所属[5]。
- 幕末時点では足立郡中川村であった。明治初年の『旧高旧領取調帳』の記載によると、知行は旗本青木五十五郎であった。氷川社（中山神社）の社領も存在した[7]。
- 1869年（明治2年）12月2日 - 旗本領が上知され、浦和県の管轄となる（府藩県三治制も参照）。
- 1871年（明治4年）11月13日 - 第1次府県統合により埼玉県の管轄となる。
- 1879年（明治12年）3月17日 - 郡区町村編制法により成立した北足立郡に属す。郡役所は浦和宿に設置。
- 1889年（明治22年）4月1日 - 町村制施行により、片柳村・山村・東新井村・中川村・笹丸村・御蔵村・染谷村・南中野村・南中丸村・上山口新田・西山村新田・新右エ門新田・加田屋新田が合併し、新たな片柳村が成立する[8]。片柳村の大字中川となる[5]。
- 1955年（昭和30年）1月1日 - 片柳村が指扇村・馬宮村・植水村・春岡村・七里村とともに大宮市へ編入[9]。大宮市の大字となる。
- 2001年（平成13年）5月1日 - 大宮市が、浦和市、与野市と合併しさいたま市となり、さいたま市の大字となる。
- 2003年（平成15年）4月1日 - さいたま市が政令指定都市に移行し見沼区の大字となる。

## 世帯数と人口
2017年（平成29年）9月1日現在の世帯数と人口は以下の通りである。
| 大字 | 世帯数    | 人口    |
| ---- | --------- | ------- |
| 中川 | 3,412世帯 | 7,948人 |

## 小・中学校の学区
市立小・中学校に通う場合、学区（校区）は以下の通りとなる。
| 番地 | 小学校                   | 中学校                     |
| --- | ------------------------ | -------------------------- |
| 1〜7番地、11〜28番地、107番地〜109番地1 114〜134番地、137番地〜137番地2 140番地3〜248番地、257〜263番地 264番地2・4、271〜305番地、312番地 316番地1、745番地1、748番地1、749番地1 | さいたま市立海老沼小学校 | さいたま市立第二東中学校   |
| 1062〜1172番地 | さいたま市立芝川小学校   | さいたま市立大宮八幡中学校 |
| その他 | さいたま市立芝川小学校   | さいたま市立第二東中学校   |

## 交通
地内に鉄道は敷設されていない。最寄り駅はさいたま新都心駅であるが、2 km前後の道程がある。よって下記のバスが主な交通手段となる。

### 道路
- 埼玉県道1号さいたま川口線（第二産業道路）
- 埼玉県道65号さいたま幸手線
- 埼玉県道214号新方須賀さいたま線 - 飛地の南西端で通っている。なお、南中野南交差点から東町交差点手前までを直線的に結ぶ道路は、市道であり当路線ではない。
- 中川分水通り - 地区西端から南端にかけての大宮台地の縁に沿って建設されたカーブの多い道路。

### バス
- 国際興業バス
  - さいたま東営業所
    - 大01 ： 大宮駅東口 - 氷川参道 - 芝川新橋 - 日大前 - 浦和大学入口 - 浦和美園駅西口
    - 大02 ： 大宮駅東口 - 氷川参道 - 芝川新橋 - 日大前 - 浦和学院高校
    - 大02-2 ： 大宮駅東口 - 氷川参道 - 自治医大医療センター入口 - 片柳支所 - 浦和学院高校《新道経由》（平日及び土曜の夜間のみ4本）
    - 大02-3 ： 大宮駅東口 - 氷川参道 - 芝川新橋 - 日大前 - 浦和東高校（平日の午後のみ3本）
    - 大03 ： 大宮駅東口 - 氷川参道 - 芝川新橋 - 日大前 - 片柳支所 - 染谷折返場（平日の朝夕のみ）
    - 大04 ： 大宮駅東口 - 堀の内橋 - 西中野 - 日大前 - 大谷 - 大谷県営住宅
（大宮駅東口→大谷県営住宅に深夜バスも運行・平日4本、土曜2本）
    - 大04-2 ： 大宮駅東口 - 自治医大医療センター - 日大前 - 大谷 - 大谷県営住宅《新道・自治医大医療センター経由》
    - 大04-3 ： 大宮駅東口 - 堀の内橋 - 西中野 - 日大前 - 大谷 - 大宮東高校 - 東部リサイクルセンター（平日の朝夕のみ）
    - 大05 ： 日大前→芝川新橋→氷川参道→大宮駅東口（平日の朝のみ）
    - 大10 ： 大宮駅東口 - 氷川参道 - 芝川新橋 - 団地南 - 東新井団地
    - 大12 ： 大宮駅東口→氷川参道→芝川新橋→大正坂→円蔵院下→西浦→中川天神→芝川新橋→氷川参道→大宮駅東口〈中川循環〉
    - 大12-2 ： 大正坂→円蔵院下→西浦→中川天神→芝川新橋→氷川参道→大宮駅東口（朝のみ）
    - 大12-3 ： 大宮駅東口→氷川参道→芝川新橋→大正坂→円蔵院下→西浦（夜間のみ）
    - 大14 ： 大宮駅東口→西中野→大和田駅入口→東大宮駅→アーバンみらい→深作中（深夜バス・平日のみ1本）
    - 大15 ： 大宮駅東口→氷川参道→大宮サッカー場→寿能住宅→導守→高井→芝川新橋→氷川参道→大宮駅東口〈導守循環・寿能先回り〉（朝のみ）
    - 大15 ： 大宮駅東口→氷川参道→芝川新橋→高井→導守→寿能住宅→大宮サッカー場→氷川参道→大宮駅東口〈導守循環・西中野先回り〉（夜間のみ）
    - 大15-2 ： 大宮駅東口→氷川参道→鹿島橋→大和田→導守→高井→芝川新橋→氷川参道→大宮駅東口〈導守中回り循環・芝川先回り〉（平日及び日曜／祝日の朝のみ）
    - 大15-2 ： 大宮駅東口→氷川参道→芝川新橋→高井→導守→大和田→鹿島橋→氷川参道→大宮駅東口〈導守中回り循環・西中野先回り〉（夜間のみ）
    - 大15-3 ： 大宮駅東口→氷川参道→大宮サッカー場前→寿能住宅→導守→高井→南鳳台住宅→南中野→堀の内橋→氷川参道→大宮駅東口〈導守南中野循環・寿能先回り〉（朝及び日中のみ）
    - 大15-3 ： 大宮駅東口→氷川参道→堀の内橋→南中野→南鳳台住宅→高井→導守→寿能住宅→大宮サッカー場→氷川参道→大宮駅東口〈導守南中野循環・南中野先回り〉（日中のみ）
    - 大81 ： 大宮駅東口 - 氷川参道 - 芝川新橋 - 日大前 - 片柳支所 - さいたま東営業所
（大宮駅東口→さいたま東営業所に深夜バスも運行・平日4本、土曜及び日曜／祝日各1本）

## 施設
- 中山神社
- 真言宗智山派円蔵院
- 天神社
- 諏訪神社
- 大宮中川ニュータウン
- アルモデル - 鉄道模型メーカー
- 中川自治会館
- 中川第一公園
- 中川西公園
- 中川自治会ふれあい広場